# Зубы (альбом)
«Зубы» — первый студийный электрический альбом группы Комитет охраны тепла, записанный за одну ночь. Альбом вошёл в книгу Александра Кушнира «100 магнитоальбомов советского рока».

## Список композиций
Слова и музыка всех песен — Олди (Сергей Белоусов).
| №   | Название                 | Длительность |
| --- | ------------------------ | ------------ |
| 1.  | «Комсомольцы»            | 3:17         |
| 2.  | «Кауа»                   | 3:58         |
| 3.  | «Бумажный герой»         | 2:31         |
| 4.  | «Скоро лето»             | 2:41         |
| 5.  | «Так скажи нам Jah»      | 2:41         |
| 6.  | «Гематоген»              | 3:18         |
| 7.  | «Ночью спят только жены» | 3:14         |
| 8.  | «Не спать»               | 2:52         |
| 9.  | «Сказка „А“»             | 2:52         |
| 10. | «Мех. цех»               | 4:18         |
| 11. | «Розовый балет»          | 3:22         |
| 12. | «Резиновый танк»         | 3:29         |
| 13. | «Не верь мне»            | 6:32         |

## Участники записи
- Сергей "Олди" Белоусов — вокал, гитара
- Андрей Коломыйцев — клавиши
- Валерий "Стэн" Симченко — бас-гитара
- Ирина Сильченко  — бэк-вокал
- Андрей Брытков  — саксофон
- Александр "Саша Шуриков" Багачевский — флейта

Запись — Калининград, ДК Железнодорожников